# Petar Grašo
Petar Grašo (* 19. März 1976 in Split, SFR Jugoslawien, heute Kroatien) ist ein kroatischer Popsänger und Songwriter. Aktuell gehört Petar Grašo zu den gefragtesten Sängern Kroatiens und genießt auch in den benachbarten Staaten wie Bosnien-Herzegowina, Serbien und Slowenien einen hohen Popularitätsgrad.

## Leben und Karriere
1995 erlangte Grašo größere Bekanntheit, als der kroatische Musiker Oliver Dragojević beim kroatischen Vorentscheid für den Eurovision Song Contest einen von Grašos Songs sang. Beim Zadar Festival 1996 belegte er mit dem Song Trebam nekoga (Ich brauche jemanden) den 1. Platz. Ein Jahr später nahm er für Kroatien selbst beim Vorentscheid des ESC teil und belegte den 2. Rang.
Auch arbeiteten schon bekannte jugoslawische Musikgrößen wie Lepa Brena oder Goran Bregović mit Grašo zusammen. Sein Markenzeichen ist seine Stimme, mit der er häufig in sehr hohen Stimmlagen singt.
Im Februar 2022 heiratete er seine 14 Jahre jüngere Freundin Hana Huljic.

## Diskografie

### Alben
- 1997: Mjesec iznad oblaka
- 1999: Utorak
- 2003: Šporke riči (HR: Silber)[1]

### Kompilationen
- 2005: Best of Petar Grašo Uvertira 1995. – 2005.
- 2007: The Platinum Collection
- 2014: The Best Of Collection

### EPs
- 2021: 2021

### Singles
| Jahr | Titel Album           | Höchstplatzierung, Gesamtwochen, AuszeichnungChartsChartplatzierungen (Jahr, Titel, Album, Platzierungen, Wochen, Auszeichnungen, Anmerkungen) | Anmerkungen                                                 |
| Jahr | Titel Album           | HR | Anmerkungen                                                 |
| ---- | --------------------- | --- | ----------------------------------------------------------- |
| 2015 | Moje zlato –          | HR1 (52 Wo.)HR | Erstveröffentlichung: 2015                                  |
| 2016 | Srce za vodiča –      | HR3 (26 Wo.)HR | Erstveröffentlichung: 2016 mit Hana Huljić                  |
| 2016 | Ne znan za se –       | HR3 (30 Wo.)HR | Erstveröffentlichung: 2016                                  |
| 2017 | Ako te pitaju –       | HR1 (52 Wo.)HR | Erstveröffentlichung: 2017                                  |
| 2018 | Fritula –             | HR1 (14 Wo.)HR | Erstveröffentlichung: 2018                                  |
| 2018 | Unaprijed gotovo Halo | HR4 (16 Wo.)HR | Erstveröffentlichung: 2018 mit Severina                     |
| 2019 | Voli me –             | HR1 (52 Wo.)HR | Erstveröffentlichung: 2019                                  |
| 2020 | Neće nas zauvik bit – | HR1 (30 Wo.)HR | Erstveröffentlichung: 2020                                  |
| 2021 | Inamorana –           | HR1 (20 Wo.)HR | Erstveröffentlichung: 2021 mit Tonči Huljić & Madre Badessa |
| 2021 | Jel’ ti reka ’ko –    | HR1 (20 Wo.)HR | Erstveröffentlichung: 2021                                  |
| 2023 | Nemoj –               | HR1 (49 Wo.)HR | Erstveröffentlichung: 2023 mit Nina Badrić                  |
| 2024 | Šta bi ja bez tebe –  | HR1 (… Wo.)HR | Erstveröffentlichung: 2024                                  |

### Weitere Singles
- 1997: Volim I Postojim
- 1997: Što je od mene ostalo (mit Doris Dragović)
- 1999: ’Ko Nam Brani
- 1999: ’92
- 1999: Utorak
- 1999: Nevista
- 2012: Providenca (mit Tonči Huljić & Madre Badessa)
- 2014: Uvik isti